# 曼萨内拉
曼萨内拉，是西班牙阿拉贡自治区特鲁埃尔省的一个市镇。总面积169平方公里，总人口464人（2001年），人口密度3人/平方公里。